# Ortsac
Operation Ortsac war der Projektname einer vom US-Militär geplanten Invasion Kubas in den 1960er Jahren. Der Name leitet sich vom damaligen kubanischen Präsidenten Fidel Castro ab, dessen Nachname rückwärts gelesen wurde.
Im Rahmen der Kuba-Krise erwog die US-Regierung u. a. einen militärischen Schlag gegen die kubanischen Raketenstellungen. Die von der Sowjetunion dort heimlich aufgestellten Atomwaffen sollten dabei mit Hilfe massiver Luftangriffe ausgeschaltet werden, ehe sie einsatzbereit wären. Die Pläne wurden zugunsten der später umgesetzten Seeblockade verworfen. Nachträglich stellte sich heraus, dass die Raketen auf Kuba zu diesem Zeitpunkt bereits voll einsatzfähig waren und ein amerikanischer Angriff wahrscheinlich einen nuklearen Gegenschlag zur Folge gehabt hätte.